# Clermont Foot 63
Clermont Foot 63 - em occitano, Clarmont d'Auvèrnhe - é um clube de futebol francês, baseado na cidade de Clermont-Ferrand (na região de Auvergne). Seu presidente é Claude Michy, e atualmente compete na Ligue 2, a segunda divisão do futebol francês.
O Stade Gabriel Montpied é a praça de esportes onde a equipe manda seus jogos. A capacidade alcança os 10.607 lugares.

## História
Originalmente, o Clermont foi fundado em 1911, como Stade Clermontois, e teve como principal momento chegar às semifinais da Copa da França de 1945-46. Mudou seu nome para Clermont FC em 1984, graças a uma fusão com o AS Montferrand, mas a mudança não rendeu o esperado - a equipe caiu para o Championnat National (terceira divisão francesa).
Ganhou sua atual denominação em 1990, alcançando melhores resultados desde então - chegou a ter bom desempenho na Copa da França de 1996-97, eliminando Martigues, Lorient e Paris Saint-Germain, parando apenas nas quartas-de-final, com uma derrota frente ao OGC Nice.
Em 2007, o Clermont Foot retornou à Ligue 2 após conquistar o Championnat National, exatamente um ano após seu rebaixamento.
Em maio de 2014, foi anunciado que o Clermont Foot contrataria a treinadora portuguesa Helena Santos e Costa para treinar a sua equipa principal (masculina), tornando-se assim na primeira contratação de uma treinadora para uma equipa profissional masculina de futebol de um campeonato de alto nível. 
Na temporada 2020-2021, o Clermont obteve o acesso para a Ligue 1 pela primeira vez nos seus 31 anos de fundação. 

## Uniformes
- Uniforme titular: Camisa grená, calção azul e meias grenás;
- Uniforme reserva: Camisa branca, calção e meias brancas.
- Terceiro uniforme: Camisa preta com detalhes dourados, calção e meias pretas.